# Centromerus andrei
Centromerus andrei là một loài nhện trong họ Linyphiidae.
Loài này thuộc chi Centromerus. Centromerus andrei được miêu tả năm 1952 bởi Dresco.